# Potentiel thermodynamique
En thermodynamique, un potentiel thermodynamique est une fonction d'état particulière qui permet de prédire l'évolution et l'équilibre d'un système thermodynamique, et à partir de laquelle on peut déduire toutes les propriétés (comme les capacités thermiques, le coefficient de dilatation, le coefficient de compressibilité, etc.) du système à l'équilibre.
Les divers potentiels thermodynamiques correspondent aux divers jeux de variables d'état utilisés dans l'étude des processus thermodynamiques. Les potentiels les plus couramment utilisés sont présentés dans le tableau suivant.
| Nom                                                                     | Notation                                             | Définition                                      | Variables naturelles             |
| ----------------------------------------------------------------------- | ---------------------------------------------------- | ----------------------------------------------- | -------------------------------- |
| Énergie interne                                                         | {\displaystyle U}                                    | {\displaystyle \mathrm {d} U=\delta W+\delta Q} | {\displaystyle V,S,\{n_{i}\}}    |
| Énergie libre ou énergie de Helmholtz                                   | {\displaystyle A} ou {\displaystyle F}               | {\displaystyle U-TS}                            | {\displaystyle V,T,\{n_{i}\}}    |
| Enthalpie                                                               | {\displaystyle H}                                    | {\displaystyle U+PV}                            | {\displaystyle P,S,\{n_{i}\}}    |
| Enthalpie libre ou énergie de Gibbs                                     | {\displaystyle G}                                    | {\displaystyle U+PV-TS}                         | {\displaystyle P,T,\{n_{i}\}}    |
| Grand potentiel ou potentiel grand canonique ou énergie libre de Landau | {\displaystyle \Phi _{G}} ou {\displaystyle \Omega } | {\displaystyle U-TS-\sum _{i}\mu _{i}n_{i}}     | {\displaystyle V,T,\{\mu _{i}\}} |

avec :
- {\displaystyle P} la pression ;
- {\displaystyle T} la température thermodynamique ;
- {\displaystyle V} le volume ;
- {\displaystyle S} l'entropie ;
- {\displaystyle W} le travail échangé par le système avec l'extérieur ;
- {\displaystyle Q} la chaleur échangée par le système avec l'extérieur ;
- {\displaystyle n_{i}} la quantité (nombre de moles) de l'espèce chimique {\displaystyle i} dans le système ;
- {\displaystyle \{n_{i}\}} l'ensemble des nombres de moles de l'ensemble des espèces chimiques dans le système ;
- {\displaystyle \mu _{i}} le potentiel chimique de l'espèce chimique {\displaystyle i} dans le système ;
- {\displaystyle \{\mu _{i}\}} l'ensemble des potentiels chimiques de l'ensemble des espèces chimiques dans le système.

## Historique
Si l'énergie interne et l'entropie ont été définies antérieurement, notamment par Sadi Carnot (1824) et Rudolf Clausius (1865, Clausius créa également le mot « entropie »), la notion de potentiel thermodynamique a été introduite en 1869 par François Massieu,. Toutefois, les fonctions définies par Massieu, qui les appelait « fonctions caractéristiques » (voir l'article Fonction de Massieu), ne sont pas les potentiels thermodynamiques couramment utilisés de nos jours. L'enthalpie libre a été définie en 1876 par Willard Gibbs, qui cite Massieu dans ses travaux,. La fonction énergie libre est définie en 1882 par Hermann von Helmholtz. Le mot « enthalpie » est attribué à Heike Kamerlingh Onnes, qui l'aurait créé avant 1909, mais la notion avait été employée bien avant, par Gibbs notamment.

## Éléments de thermodynamique

### Premier principe de la thermodynamique
Le premier principe de la thermodynamique est un principe de conservation de l'énergie interne, notée {\displaystyle U}.
Ce principe énonce que la variation de l'énergie interne d'un système fermé (qui n'échange pas de matière avec l'extérieur) est égale à la somme du travail {\displaystyle W} et de la chaleur {\displaystyle Q} échangés avec le milieu extérieur :
| Premier principe de la thermodynamique Pour un système fermé : {\displaystyle \mathrm {d} U=\delta W+\delta Q} |

Le travail produit par le système peut être dû à de nombreuses forces : force de pression, de gravité, électromagnétique, etc. Il faut donc, pour être exhaustif, considérer le travail produit par le système comme la somme des travaux dus à chacune de ces forces : {\displaystyle \delta W=\delta W_{P}+\delta W_{g}+\delta W_{em}+\cdots }. Il est supposé, dans ce qui suit, que tous ces travaux peuvent être récupérés sous une forme utile, et le travail dû aux forces de pression {\displaystyle \delta W_{P}} est distingué de tous les autres, regroupés sous le terme générique de travail utile, noté {\displaystyle \delta W^{\text{u}}}, avec {\displaystyle \delta W=\delta W_{P}+\delta W^{\text{u}}}. Le travail d'une force dont le travail est inutilisable (frottement, viscosité) est dégradé sous forme de chaleur.
En conséquence, l'énergie d'un système isolé (qui n'échange ni travail, ni chaleur, ni matière) est invariante au cours d'une transformation thermodynamique (par exemple une diffusion de matière, une réaction chimique, un transfert thermique, etc.). Autrement dit, si un système fermé et son milieu extérieur forment globalement un système isolé, alors la variation de l'énergie globale {\displaystyle U+U_{\text{ext}}} est nulle au cours de cette transformation :
| Pour un système isolé : {\displaystyle \mathrm {d} U+\mathrm {d} U_{\text{ext}}=0} |

avec :
- {\displaystyle U} l'énergie interne du système fermé ;
- {\displaystyle U_{\text{ext}}} l'énergie interne du milieu extérieur.

### Deuxième principe de la thermodynamique
Le deuxième principe de la thermodynamique est un principe d'évolution de la transformation thermodynamique ayant lieu dans le système. Ce principe introduit la notion d'entropie, notée {\displaystyle S}.
Pour un système thermodynamique échangeant de la chaleur {\displaystyle Q} avec un autre système, l'entropie est définie par l'inégalité de Clausius :
| Entropie, inégalité de Clausius : {\displaystyle \mathrm {d} S\geq {\delta Q \over T}} |

avec {\displaystyle T} la température. Cette relation permet en thermodynamique de définir la notion de réversibilité :
- pour une transformation réversible : {\displaystyle \mathrm {d} S={\delta Q_{\text{rév}} \over T}} ;
- pour une transformation irréversible : {\displaystyle \mathrm {d} S>{\delta Q_{\text{irr}} \over T}}.

Si l'on considère un système fermé siège d'une transformation quelconque (par exemple une réaction chimique) échangeant du travail et de la chaleur avec le milieu extérieur, avec lequel il forme un système isolé, le deuxième principe de la thermodynamique pose que dans un processus spontané, l'entropie globale du système et du milieu extérieur ne peut qu'augmenter ou rester constante, soit :
| Deuxième principe de la thermodynamique : {\displaystyle \mathrm {d} S+\mathrm {d} S_{\text{ext}}\geq 0} |

avec :
- {\displaystyle S} l'entropie du système ;
- {\displaystyle S_{\text{ext}}} l'entropie du milieu extérieur.

La transformation ayant lieu dans le système peut être réversible ou irréversible. Une transformation réversible est vérifiée si on a l'égalité :
Une transformation irréversible est vérifiée si on a l'inégalité stricte :
Tout système thermodynamique évolue donc spontanément jusqu'à atteindre un équilibre caractérisé par un maximum de l'entropie globale du système et du milieu extérieur.
L'entropie du système peut décroître, soit {\displaystyle \mathrm {d} S<0} : dans ce cas, l'entropie du milieu extérieur doit croître de telle sorte que la somme des deux entropies soit croissante ou constante, soit {\displaystyle \mathrm {d} S_{\text{ext}}\geq \left|\mathrm {d} S\right|>0}. Inversement, l'entropie du milieu extérieur peut décroître, soit {\displaystyle \mathrm {d} S_{\text{ext}}<0}, si {\displaystyle \mathrm {d} S\geq \left|\mathrm {d} S_{\text{ext}}\right|>0}. D'autre part, si l'une des deux entropies reste constante, soit {\displaystyle \mathrm {d} S=0} ou {\displaystyle \mathrm {d} S_{\text{ext}}=0}, l'autre ne peut que croître ou également rester constante. Les deux entropies peuvent donc croître simultanément, varier en sens inverses en respectant les contraintes précédentes, mais elles ne peuvent en aucun cas décroître ensemble.

### Combinaison des deux principes
Dans le cas d'un système et de son milieu extérieur formant globalement un système isolé, on pose :
- {\displaystyle P} la pression, en considérant que le système et le milieu extérieur sont en équilibre mécanique permanent pendant la transformation (le système et le milieu extérieur sont constamment à la même pression, celle-ci pouvant changer) ;
- {\displaystyle T} la température, en considérant que le système et le milieu extérieur sont en équilibre thermique permanent pendant la transformation (le système et le milieu extérieur sont constamment à la même température, celle-ci pouvant changer) ;
- {\displaystyle V} le volume du système ;
- {\displaystyle V_{\text{ext}}} le volume du milieu extérieur.

Le système et le milieu extérieur formant un système global isolé, donc de volume global constant :
{\displaystyle V+V_{\text{ext}}={\text{Constante}}}
le volume du système étudié peut varier en respectant la contrainte :
{\displaystyle \mathrm {d} V+\mathrm {d} V_{\text{ext}}=0}
Concernant les forces de pression, le système fournit un travail égal à :
{\displaystyle \delta W_{P,{\text{sys}}}=-P\,\mathrm {d} V}
et le milieu extérieur un travail égal à :
{\displaystyle \delta W_{P,{\text{ext}}}=-P\,\mathrm {d} V_{\text{ext}}=P\,\mathrm {d} V=-\delta W_{P,{\text{sys}}}}
Pour le système, on considère :
- qu'il produit un travail utile (travail utilisable autre que celui des forces de pression) {\displaystyle \delta W^{\text{u}}} ;
- qu'il est le siège d'une transformation potentiellement irréversible, soit {\displaystyle \delta Q\leq T\,\mathrm {d} S}.

La variation de l'énergie interne du système {\displaystyle \mathrm {d} U=\delta W+\delta Q} vaut en conséquence :
Le dernier terme est appelé chaleur non compensée par Clausius ; il est directement lié à la création d'entropie due à la transformation ayant lieu dans le système et il ne peut donc être que positif ou nul en vertu du deuxième principe de la thermodynamique (la température absolue ne pouvant être que positive) :
Ce terme est également appelé travail non compensé. Il correspond aux déperditions d'énergie dans le système. Ces déperditions peuvent être dues au travail des forces de frottement dans une machine (frottements d'un piston dans un cylindre), de viscosité dans un écoulement, à la transformation de la matière dans une réaction chimique, à des échanges de type électrostatique entre le système et son milieu, etc. Il s'agit de façon générale d'une forme d'énergie non récupérable sous forme utile lors de la transformation qui a lieu dans le système. En l'absence de telles dégradations, la transformation est réversible et {\displaystyle T\,\mathrm {d} S=\delta Q}.
Pour le milieu extérieur, on considère :
- qu'il n'est le siège que de forces de pression, avec {\displaystyle \delta W_{P,{\text{ext}}}=P\,\mathrm {d} V} ;
- qu'il reçoit de la chaleur émise par le système et que la transformation est réversible : {\displaystyle \delta Q_{\text{ext}}=T\,\mathrm {d} S_{\text{ext}}}.

La variation de l'énergie interne du milieu extérieur {\displaystyle \mathrm {d} U_{\text{ext}}=\delta W_{\text{ext}}+\delta Q_{\text{ext}}} vaut en conséquence :
En application du premier principe :
{\displaystyle \mathrm {d} U+\mathrm {d} U_{\text{ext}}={\cancel {-P\,\mathrm {d} V}}+\delta W^{\text{u}}+T\,\mathrm {d} S-\left[T\,\mathrm {d} S-\delta Q\right]+{\cancel {P\,\mathrm {d} V}}+T\,\mathrm {d} S_{\text{ext}}=0}
{\displaystyle \delta W^{\text{u}}-\left[T\,\mathrm {d} S-\delta Q\right]=-T\,\left[\mathrm {d} S+\mathrm {d} S_{\text{ext}}\right]}
Ainsi, si le travail utile produit par le système n'est pas récupéré, il est dégradé en chaleur :
{\displaystyle \delta W^{\text{u}}+\delta Q=-T\,\mathrm {d} S_{\text{ext}}=-\delta Q_{\text{ext}}}
On a également à partir de l'expression de {\displaystyle \mathrm {d} U} établie plus haut et en application du deuxième principe (la température absolue ne pouvant être que positive) :
| {\displaystyle \mathrm {d} U+P\,\mathrm {d} V-T\,\mathrm {d} S=\delta W^{\text{u}}-\left[T\,\mathrm {d} S-\delta Q\right]=-T\,\left[\mathrm {d} S+\mathrm {d} S_{\text{ext}}\right]\leq 0} |

avec :
- {\displaystyle U} l'énergie interne du système étudié ;
- {\displaystyle P} la pression ;
- {\displaystyle V} le volume du système étudié ;
- {\displaystyle T} la température ;
- {\displaystyle S} l'entropie du système étudié ;
- {\displaystyle \delta W^{\text{u}}} le travail utile produit par système étudié ;
- {\displaystyle \delta Q} la chaleur produite par le système étudié ;
- {\displaystyle S_{\text{ext}}} l'entropie du milieu extérieur.

L'expression établie ci-dessus est vraie quelle que soit la nature des forces participant au travail utile {\displaystyle \delta W^{\text{u}}} : gravité, électromagnétisme, tension de surface, etc.

## Construction des potentiels thermodynamiques

### Définition générale d'un potentiel thermodynamique
On peut donc écrire pour le système étudié :
{\displaystyle \mathrm {d} U+P\,\mathrm {d} V-T\,\mathrm {d} S=-T\left[\mathrm {d} S+\mathrm {d} S_{\text{ext}}\right]\leq 0}
Par conséquent, de façon générale, s'il existe une fonction d'état {\displaystyle \Phi }, appelée potentiel thermodynamique, telle que :
| Potentiel thermodynamique : {\displaystyle \mathrm {d} \Phi =\mathrm {d} U+P\,\mathrm {d} V-T\,\mathrm {d} S=-T\left[\mathrm {d} S+\mathrm {d} S_{\text{ext}}\right]} |

on a la condition d'évolution spontanée de la transformation dans le système, c'est-à-dire la condition d'évolution de la transformation laissée à elle-même, sans aucune contrainte exercée par le milieu extérieur sur le système :
| Condition d'évolution spontanée : {\displaystyle \mathrm {d} \Phi \leq 0} |

Le potentiel {\displaystyle \Phi } varie dans le sens opposé à celui de l'entropie globale du système et du milieu extérieur :
- l'entropie globale augmente selon le deuxième principe, le potentiel {\displaystyle \Phi } diminue ;
- un équilibre thermodynamique est atteint lorsque l'entropie a atteint un maximum et par conséquent lorsque le potentiel a atteint un minimum.

Par construction, le potentiel thermodynamique est homogène avec une énergie, il s'exprime en joules, J.
Cependant, il n'existe pas de fonction d'état simple dont la différentielle vérifie : {\displaystyle \mathrm {d} \Phi =\mathrm {d} U+P\,\mathrm {d} V-T\,\mathrm {d} S}, mais cette égalité peut être vérifiée par certaines fonctions sous certaines contraintes : par exemple à volume et entropie constants, on a {\displaystyle \mathrm {d} \Phi =\mathrm {d} U}. Par transformation de Legendre sur la fonction d'état énergie interne trois autres potentiels sont également créés : l'enthalpie {\displaystyle H}, l'énergie libre {\displaystyle F} et l'enthalpie libre {\displaystyle G}, correspondant à d'autres couples de contraintes. Il n'y a donc pas un mais plusieurs potentiels thermodynamiques.
Un potentiel thermodynamique a pour intérêt de ne faire intervenir dans son calcul que des caractéristiques du système étudié (pression {\displaystyle P}, température {\displaystyle T}, volume {\displaystyle V}, énergie interne {\displaystyle U}, entropie {\displaystyle S}), alors que, par définition, il englobe l'entropie du milieu extérieur {\displaystyle S_{\text{ext}}} : {\displaystyle \mathrm {d} \Phi =-T\left[\mathrm {d} S+\mathrm {d} S_{\text{ext}}\right]}.
Les potentiels thermodynamiques sont utilisés pour estimer la quantité totale d'énergie que peut fournir ou qui doit être fournie à un système thermodynamique évoluant sous certaines contraintes opérationnelles (pression, température ou volume constant par exemple). Ils servent par exemple à calculer la variation de température produite par la détente d'un gaz à l'atmosphère, ou la pression atteinte par un gaz lorsqu'on le chauffe à volume constant.
Les potentiels thermodynamiques servent également dans le calcul des équilibres de phases, de corps purs ou de mélanges. Les potentiels thermodynamiques sont enfin utilisés pour calculer le résultat d'équilibre d'une réaction chimique. Dans les deux cas, la définition donnée ci-dessus doit être complétée par l'introduction des potentiels chimiques des espèces chimiques.

### Énergie interne
Pour une transformation ayant lieu simultanément à volume constant, soit {\displaystyle \mathrm {d} V=0}, et à entropie du système constante, soit {\displaystyle \mathrm {d} S=0}, alors :
{\displaystyle \mathrm {d} \Phi =\mathrm {d} U\leq 0}
On a la condition d'évolution spontanée :
Note : À entropie constante s'entend comme à entropie du système constante, l'entropie du milieu extérieur n'étant pas contrainte et ne pouvant alors, en vertu du deuxième principe, qu'augmenter ou rester constante.
En l'absence de travail utile, la variation élémentaire de l'énergie interne vaut :
En conséquence :
- pour une transformation réversible : {\displaystyle \mathrm {d} U=-P\,\mathrm {d} V+T\,\mathrm {d} S} ;
- pour une transformation irréversible : {\displaystyle \mathrm {d} U<-P\,\mathrm {d} V+T\,\mathrm {d} S}.

### Enthalpie
Pour une transformation à entropie du système constante on a {\displaystyle \mathrm {d} S=0}, d'où :
{\displaystyle \mathrm {d} \Phi =\mathrm {d} U+P\,\mathrm {d} V\leq 0}
Si la transformation a également lieu à pression constante, on peut écrire :
{\displaystyle \mathrm {d} \!\left[PV\right]=P\,\mathrm {d} V+V\underbrace {\mathrm {d} P} _{=0}=P\,\mathrm {d} V}
{\displaystyle \mathrm {d} \Phi =\mathrm {d} U+P\,\mathrm {d} V=\mathrm {d} U+\mathrm {d} \!\left[PV\right]=\mathrm {d} \!\left[U+PV\right]}
Il apparaît une nouvelle fonction d'état appelée enthalpie, notée {\displaystyle H} :
| Enthalpie : {\displaystyle H=U+PV} |

On a la condition d'évolution spontanée :
Note : À entropie constante s'entend comme à entropie du système constante, l'entropie du milieu extérieur n'étant pas contrainte et ne pouvant alors, en vertu du deuxième principe, qu'augmenter ou rester constante.
La différentielle de l'enthalpie vaut :
{\displaystyle \mathrm {d} H=\mathrm {d} U+P\,\mathrm {d} V+V\,\mathrm {d} P}
Avec, en l'absence de travail utile, {\displaystyle \mathrm {d} U=-P\,\mathrm {d} V+T\,\mathrm {d} S-\left[T\,\mathrm {d} S-\delta Q\right]}, on obtient :
En conséquence :
- pour une transformation réversible : {\displaystyle \mathrm {d} H=V\,\mathrm {d} P+T\,\mathrm {d} S} ;
- pour une transformation irréversible : {\displaystyle \mathrm {d} H<V\,\mathrm {d} P+T\,\mathrm {d} S}.

### Énergie libre
Pour une transformation à volume du système constant on a {\displaystyle \mathrm {d} V=0}, d'où :
{\displaystyle \mathrm {d} \Phi =\mathrm {d} U-T\,\mathrm {d} S\leq 0}
Si la transformation a également lieu à température constante, on peut écrire :
{\displaystyle \mathrm {d} \!\left[TS\right]=T\,\mathrm {d} S+S\underbrace {\mathrm {d} T} _{=0}=T\,\mathrm {d} S}
{\displaystyle \mathrm {d} \Phi =\mathrm {d} U-T\,\mathrm {d} S=\mathrm {d} U-\mathrm {d} \!\left[TS\right]=\mathrm {d} \!\left[U-TS\right]}
Il apparaît une nouvelle fonction d'état appelée énergie libre, ou énergie de Helmholtz (en référence au physicien Hermann von Helmholtz), notée {\displaystyle F} (notée {\displaystyle A} par les anglo-saxons) :
| Énergie libre : {\displaystyle F=U-TS} |

On a la condition d'évolution spontanée :
La différentielle de l'énergie libre vaut :
{\displaystyle \mathrm {d} F=\mathrm {d} U-T\,\mathrm {d} S-S\,\mathrm {d} T}
Avec, en l'absence de travail utile, {\displaystyle \mathrm {d} U=-P\,\mathrm {d} V+T\,\mathrm {d} S-\left[T\,\mathrm {d} S-\delta Q\right]}, on obtient :
En conséquence :
- pour une transformation réversible : {\displaystyle \mathrm {d} F=-P\,\mathrm {d} V-S\,\mathrm {d} T} ;
- pour une transformation irréversible : {\displaystyle \mathrm {d} F<-P\,\mathrm {d} V-S\,\mathrm {d} T}.

### Enthalpie libre
Pour une transformation ayant lieu à pression et température constantes, on peut écrire :
{\displaystyle \mathrm {d} \Phi =\mathrm {d} U+P\,\mathrm {d} V-T\,\mathrm {d} S=\mathrm {d} \!\left[U+PV-TS\right]}
Il apparaît une nouvelle fonction d'état appelée enthalpie libre, ou énergie de Gibbs (en référence au physico-chimiste Willard Gibbs), notée {\displaystyle G} :
| Enthalpie libre : {\displaystyle G=U+PV-TS=H-TS} |

On a la condition d'évolution spontanée :
La différentielle de l'enthalpie libre vaut :
{\displaystyle \mathrm {d} G=\mathrm {d} U+P\,\mathrm {d} V+V\,\mathrm {d} P-T\,\mathrm {d} S-S\,\mathrm {d} T}
Avec, en l'absence de travail utile, {\displaystyle \mathrm {d} U=-P\,\mathrm {d} V+T\,\mathrm {d} S-\left[T\,\mathrm {d} S-\delta Q\right]}, on obtient :
En conséquence :
- pour une transformation réversible : {\displaystyle \mathrm {d} G=V\,\mathrm {d} P-S\,\mathrm {d} T} ;
- pour une transformation irréversible : {\displaystyle \mathrm {d} G<V\,\mathrm {d} P-S\,\mathrm {d} T}.

### Résumé
Le premier principe de la thermodynamique est un principe de conservation de l'énergie. Le deuxième principe de la thermodynamique est un principe d'évolution de toute transformation spontanée. Un équilibre thermodynamique est atteint lorsque l'entropie globale du système thermodynamique étudié et du milieu extérieur atteint un maximum.
Les potentiels thermodynamiques permettent de traduire cette évolution dans des transformations soumises à des contraintes particulières et ont pour avantage de ne faire intervenir que des caractéristiques du système étudié dans leur calcul. Un potentiel thermodynamique du système thermodynamique décroît lors d'une transformation spontanée et atteint un minimum à l'équilibre. Le tableau suivant présente les potentiels thermodynamiques.
| Paramètres constants                                     | Potentiel thermodynamique {\displaystyle \Phi }                                  | Condition d'évolution spontanée {\displaystyle \mathrm {d} S+\mathrm {d} S_{\text{ext}}\geq 0} | Condition d'équilibre {\displaystyle S+S_{\text{ext}}} atteint un maximum |
| -------------------------------------------------------- | -------------------------------------------------------------------------------- | ---------------------------------------------------------------------------------------------- | ------------------------------------------------------------------------- |
| {\displaystyle V} volume {\displaystyle S} entropie      | {\displaystyle U} Énergie interne                                                | {\displaystyle \mathrm {d} U\leq 0}                                                            | {\displaystyle U} atteint un minimum                                      |
| {\displaystyle P} pression {\displaystyle S} entropie    | {\displaystyle H} {\displaystyle =U+PV} Enthalpie                                | {\displaystyle \mathrm {d} H\leq 0}                                                            | {\displaystyle H} atteint un minimum                                      |
| {\displaystyle V} volume {\displaystyle T} température   | {\displaystyle F} {\displaystyle =U-TS} Énergie libre                            | {\displaystyle \mathrm {d} F\leq 0}                                                            | {\displaystyle F} atteint un minimum                                      |
| {\displaystyle P} pression {\displaystyle T} température | {\displaystyle G} {\displaystyle =U+PV-TS} {\displaystyle =H-TS} Enthalpie libre | {\displaystyle \mathrm {d} G\leq 0}                                                            | {\displaystyle G} atteint un minimum                                      |

### Interprétation des potentiels thermodynamiques
En réintroduisant dans la variation de l'énergie interne le travail utile {\displaystyle \delta W^{\text{u}}}, puisque :
{\displaystyle \mathrm {d} U=\delta W+\delta Q=-P\,\mathrm {d} V+\delta W^{\text{u}}+\delta Q}
on a à volume constant un travail des forces de pression nul ({\displaystyle \delta W_{P}=-P\,\mathrm {d} V=0}) :
{\displaystyle \mathrm {d} U=\delta W^{\text{u}}+\delta Q}
Cette relation est valable que la transformation soit réversible ou irréversible. Dans le cas où il n'y aurait aucun travail utile ({\displaystyle \delta W^{\text{u}}=0}) on a par conséquent {\displaystyle \mathrm {d} U=\delta Q} :
« Dans une transformation dans laquelle n'intervient aucun travail, la variation de l'énergie interne du système est égale à la chaleur échangée avec l'extérieur. »
La différentielle de l'enthalpie vaut, à pression constante :
{\displaystyle \mathrm {d} H=\mathrm {d} \left[U+PV\right]=\mathrm {d} U+P\,\mathrm {d} V={\cancel {-P\,\mathrm {d} V}}+\delta W^{\text{u}}+\delta Q+{\cancel {P\,\mathrm {d} V}}}
On a donc, à pression constante :
{\displaystyle \mathrm {d} H=\delta W^{\text{u}}+\delta Q}
Cette relation est valable que la transformation soit réversible ou irréversible. Dans le cas où il n'y aurait aucun travail utile ({\displaystyle \delta W^{\text{u}}=0}) on a par conséquent {\displaystyle \mathrm {d} H=\delta Q} :
« Dans une transformation à pression constante dans laquelle n'intervient aucun travail autre que celui des forces de pression, la variation de l'enthalpie du système est égale à la chaleur échangée avec l'extérieur. »
La différentielle de l'énergie libre vaut, à température constante :
{\displaystyle \mathrm {d} F=\mathrm {d} \left[U-TS\right]=\mathrm {d} U-T\,\mathrm {d} S=\delta W+\delta Q-T\,\mathrm {d} S=\delta W-\left[T\,\mathrm {d} S-\delta Q\right]}
On a donc, à température constante :
- pour une transformation réversible : {\displaystyle \mathrm {d} F=\delta W_{\text{rév}}} ;
- pour une transformation irréversible : {\displaystyle \mathrm {d} F<\delta W_{\text{irr}}}.

À fortiori pour une transformation à volume et température constants, dans laquelle le travail des forces de pression est nul :
- pour une transformation réversible : {\displaystyle \mathrm {d} F=\delta W_{\text{rév}}^{\text{u}}} ;
- pour une transformation irréversible : {\displaystyle \mathrm {d} F<\delta W_{\text{irr}}^{\text{u}}}.

Pour une transformation spontanée, pour une même variation de l'énergie libre {\displaystyle \mathrm {d} F<0}, c'est-à-dire une transformation dans laquelle le système fournit un travail ({\displaystyle \delta W<0}), on a donc en valeur absolue {\displaystyle \left|\mathrm {d} F\right|=\left|\delta W_{\text{rév}}\right|>\left|\delta W_{\text{irr}}\right|} :
« Dans une transformation à température constante, la variation de l'énergie libre du système est égale au travail maximum que peut fournir le système. »
Dans une transformation irréversible une partie du travail fourni par le système est dégradée en chaleur par les forces de viscosité, de frottement, etc., ce qui conduit à un rendement des machines inférieur au rendement théorique. Dans un cycle thermodynamique, dans lequel un système revient à son état initial, la variation d'énergie libre est globalement nulle, d'où, dans le cas d'un cycle à température constante :
{\displaystyle \oint \mathrm {d} F=0\leq W}
Un cycle à température constante ne peut donc que recevoir du travail ({\displaystyle W\geq 0}). On retrouve l'énoncé de Thomson du deuxième principe de la thermodynamique :
La différentielle de l'enthalpie libre vaut, à pression et température constantes :
{\displaystyle \mathrm {d} G=\mathrm {d} \left[U+PV-TS\right]=\mathrm {d} U+P\,\mathrm {d} V-T\,\mathrm {d} S={\cancel {-P\,\mathrm {d} V}}+\delta W^{\text{u}}+\delta Q+{\cancel {P\,\mathrm {d} V}}-T\,\mathrm {d} S=\delta W^{\text{u}}-\left[T\,\mathrm {d} S-\delta Q\right]}
On a donc, à pression et température constantes :
- pour une transformation réversible : {\displaystyle \mathrm {d} G=\delta W_{\text{rév}}^{\text{u}}} ;
- pour une transformation irréversible : {\displaystyle \mathrm {d} G<\delta W_{\text{irr}}^{\text{u}}}.

« Dans une transformation à pression et température constantes, la variation de l'enthalpie libre du système est égale au travail utile maximum que peut fournir ce système. »
Rappelons que le travail utile est le travail des forces autres que les forces de pression utilisable d'une façon ou d'une autre. Le travail de forces inutilisables (viscosité, frottements, etc.) est dégradé sous forme de chaleur.

## Étude des systèmes à composition variable

### Définitions
Au sens strict, un système ouvert est une portion de l'univers qui échange, en plus du travail et de la chaleur, de la matière avec son milieu extérieur. Un réservoir qui se remplit ou qui se vide est un système ouvert.
D'une certaine manière, un milieu réactionnel, c'est-à-dire un système thermodynamique dans lequel se déroule une réaction chimique, peut être vu comme un système ouvert : les espèces apparaissant peuvent être considérées comme entrant dans le système et les espèces disparaissant comme sortant du système.
Dans un équilibre de phases, on peut considérer que chaque phase constitue un sous-système ouvert échangeant de la matière avec les autres sous-systèmes. Un équilibre de phases peut être également assimilé à une sorte d'équilibre chimique sans transformation des espèces impliquées. Dans un équilibre liquide-vapeur par exemple, on peut considérer une même espèce {\displaystyle {\rm {C}}} présente dans la phase gaz et dans la phase liquide comme deux espèces différentes, impliquées dans une réaction :
{\displaystyle {\rm {C^{\text{l}}\rightleftarrows C^{\text{g}}}}}
avec :
- {\displaystyle {\rm {C^{\text{l}}}}} l'espèce à l'état liquide ;
- {\displaystyle {\rm {C^{\text{g}}}}} l'espèce à l'état vapeur.

Un système ouvert au sens strict du terme, un milieu réactionnel ou encore un système dans lequel s'établit un équilibre de phases ont en commun une variation d'énergie due à la variation de la quantité et éventuellement de la nature de ses composants.

### Potentiel chimique
Pour l'étude des systèmes ouverts, et celle des réactions chimiques en particulier, Willard Gibbs a introduit la notion de potentiel chimique. Considérant que l'énergie interne d'un système thermodynamique varie en fonction de la nature et de la quantité de chacun de ses composants (espèces chimiques {\displaystyle i}, au nombre de {\displaystyle N}), Gibbs propose d'écrire la différentielle de l'énergie interne sous la forme :
{\displaystyle \mathrm {d} U=-P\,\mathrm {d} V+T\,\mathrm {d} S+\sum _{i=1}^{N}\mu _{i}\,\mathrm {d} n_{i}}
avec :
- {\displaystyle \mu _{i}}, potentiel chimique de l'espèce {\displaystyle i} dans le système ;
- {\displaystyle n_{i}}, quantité (nombre de moles) de l'espèce {\displaystyle i} dans le système ;
- {\displaystyle N}, nombre total d'espèces chimiques dans le mélange du système.

On a en conséquence pour les autres potentiels thermodynamiques :
- enthalpie : {\displaystyle \mathrm {d} H=V\,\mathrm {d} P+T\,\mathrm {d} S+\sum _{i=1}^{N}\mu _{i}\,\mathrm {d} n_{i}}
- énergie libre : {\displaystyle \mathrm {d} F=-P\,\mathrm {d} V-S\,\mathrm {d} T+\sum _{i=1}^{N}\mu _{i}\,\mathrm {d} n_{i}}
- enthalpie libre : {\displaystyle \mathrm {d} G=V\,\mathrm {d} P-S\,\mathrm {d} T+\sum _{i=1}^{N}\mu _{i}\,\mathrm {d} n_{i}}

Le potentiel chimique en tant que dérivée partielle d'un potentiel thermodynamique peut donc être défini de diverses façons, toutes équivalentes :
| Potentiel chimique : {\displaystyle \mu _{i}=\left({\partial U \over \partial n_{i}}\right)_{V,S,\{n_{j\neq i}\}}=\left({\partial F \over \partial n_{i}}\right)_{V,T,\{n_{j\neq i}\}}=\left({\partial H \over \partial n_{i}}\right)_{P,S,\{n_{j\neq i}\}}=\left({\partial G \over \partial n_{i}}\right)_{P,T,\{n_{j\neq i}\}}} |

Puisque, comme vu plus haut, la variation d'énergie interne vaut :
{\displaystyle \mathrm {d} U=-P\,\mathrm {d} V+T\,\mathrm {d} S-T\left[\mathrm {d} S+\mathrm {d} S_{\text{ext}}\right]}
Gibbs obtient la relation :
{\displaystyle \sum _{i=1}^{N}\mu _{i}\,\mathrm {d} n_{i}=-T\left[\mathrm {d} S+\mathrm {d} S_{\text{ext}}\right]}
La condition d'évolution spontanée du système ouvert, en accord avec le deuxième principe de la thermodynamique, devient :
| Condition d'évolution spontanée d'un système ouvert : {\displaystyle \sum _{i=1}^{N}\mu _{i}\,\mathrm {d} n_{i}\leq 0} |

Ceci est vrai quelles que soient les conditions opératoires dans lesquelles s'effectue la transformation du système ouvert.

### Affinité chimique
Soit une réaction chimique dont l'équation bilan est écrite selon la convention stœchiométrique :
en attribuant une valeur négative aux coefficients stœchiométriques des réactifs et positive à ceux des produits :
- {\displaystyle \nu _{i}<0} pour un réactif ;
- {\displaystyle \nu _{i}>0} pour un produit ;
- {\displaystyle \nu _{i}=0} pour un inerte.

L'affinité chimique {\displaystyle {\mathcal {A}}}, notion introduite par Théophile de Donder, est formellement définie par :
| Affinité chimique : {\displaystyle {\mathcal {A}}=-\sum _{i=1}^{N}\nu _{i}\mu _{i}} |

Les variations {\displaystyle \mathrm {d} n_{i}} des quantités de chacune des espèces chimiques {\displaystyle i} intervenant dans la réaction chimique sont liées par l'équation bilan de la réaction. En introduisant l'avancement de réaction {\displaystyle \xi } (lui aussi défini par de Donder) on a la relation {\displaystyle \mathrm {d} n_{i}=\nu _{i}\,\mathrm {d} \xi } pour tout {\displaystyle i\in [1,\cdots ,N]} (pour un inerte {\displaystyle \mathrm {d} n_{i}=0}) ; d'où :
{\displaystyle \sum _{i=1}^{N}\mu _{i}\,\mathrm {d} n_{i}=\sum _{i=1}^{N}\mu _{i}\nu _{i}\,\mathrm {d} \xi =-{\mathcal {A}}\,\mathrm {d} \xi }
La condition d'évolution spontanée du système réactionnel, en accord avec le deuxième principe de la thermodynamique, devient, selon de Donder :
Cette relation permet de prédire l'évolution de la réaction, {\displaystyle {\mathcal {A}}} et {\displaystyle \mathrm {d} \xi } ne pouvant être que de même signe :
- une progression est associée à un signe positif : {\displaystyle {\mathcal {A}}>0} et {\displaystyle \mathrm {d} \xi >0}, la réaction progresse : des réactifs sont consommés, des produits apparaissent ;
- une régression est associée à un signe négatif : {\displaystyle {\mathcal {A}}<0} et {\displaystyle \mathrm {d} \xi <0}, la réaction régresse : des produits sont consommés, des réactifs apparaissent ;
- à l'équilibre : {\displaystyle {\mathcal {A}}=0}.

Les différentielles des quatre potentiels thermodynamiques sont réécrites :
- énergie interne : {\displaystyle \mathrm {d} U=-P\,\mathrm {d} V+T\,\mathrm {d} S-{\mathcal {A}}\,\mathrm {d} \xi } ;
- enthalpie : {\displaystyle \mathrm {d} H=V\,\mathrm {d} P+T\,\mathrm {d} S-{\mathcal {A}}\,\mathrm {d} \xi } ;
- énergie libre :{\displaystyle \mathrm {d} F=-P\,\mathrm {d} V-S\,\mathrm {d} T-{\mathcal {A}}\,\mathrm {d} \xi } ;
- enthalpie libre : {\displaystyle \mathrm {d} G=V\,\mathrm {d} P-S\,\mathrm {d} T-{\mathcal {A}}\,\mathrm {d} \xi }.

On a donc :
| Affinité chimique : {\displaystyle {\mathcal {A}}=-\left({\frac {\partial U}{\partial \xi }}\right)_{V,S}=-\left({\frac {\partial F}{\partial \xi }}\right)_{V,T}=-\left({\frac {\partial H}{\partial \xi }}\right)_{P,S}=-\left({\frac {\partial G}{\partial \xi }}\right)_{P,T}} |

La condition d'évolution spontanée d'un système réactionnel peut se réécrire selon, entre autres :

### Grand potentiel
Gibbs suppose que la transformation de la matière est la seule cause de création d'entropie, soit :{\displaystyle \sum _{i=1}^{N}\mu _{i}\,\mathrm {d} n_{i}=-T\left[\mathrm {d} S+\mathrm {d} S_{\text{ext}}\right]}. Dans un système réel, les déperditions d'énergie peuvent être cependant d'une autre nature (frottements, viscosité, etc.). Aussi faut-il écrire rigoureusement :
{\displaystyle \delta Q=-T\,\mathrm {d} S_{\text{ext}}}
{\displaystyle \mathrm {d} U=-P\,\mathrm {d} V+\delta Q+\sum _{i=1}^{N}\mu _{i}\,\mathrm {d} n_{i}}
{\displaystyle \mathrm {d} U=-P\,\mathrm {d} V+T\,\mathrm {d} S-T\left[\mathrm {d} S+\mathrm {d} S_{\text{ext}}\right]+\sum _{i=1}^{N}\mu _{i}\,\mathrm {d} n_{i}}
{\displaystyle \mathrm {d} U+P\,\mathrm {d} V-T\,\mathrm {d} S-\sum _{i=1}^{N}\mu _{i}\,\mathrm {d} n_{i}=-T\left[\mathrm {d} S+\mathrm {d} S_{\text{ext}}\right]\leq 0}
À volume, température et potentiels chimiques des espèces constants, on peut donc écrire :
{\displaystyle \mathrm {d} \!\left[U-TS-\sum _{i=1}^{N}\mu _{i}n_{i}\right]=-T\left[\mathrm {d} S+\mathrm {d} S_{\text{ext}}\right]\leq 0}
Il apparaît une nouvelle fonction d'état appelée grand potentiel, ou potentiel grand canonique, ou encore énergie libre de Landau (en référence au physicien Lev Landau), notée {\displaystyle \Phi _{G}} ou {\displaystyle \Omega } :
| Grand potentiel : {\displaystyle \Phi _{G}=U-TS-\sum _{i=1}^{N}\mu _{i}n_{i}=F-\sum _{i=1}^{N}\mu _{i}n_{i}} |

On a la condition d'évolution spontanée :
La différentielle du grand potentiel vaut :
{\displaystyle \mathrm {d} \Phi _{G}=\mathrm {d} F-\sum _{i=1}^{N}\mu _{i}\,\mathrm {d} n_{i}-\sum _{i=1}^{N}n_{i}\,\mathrm {d} \mu _{i}}
Avec {\displaystyle \mathrm {d} F=-P\,\mathrm {d} V-S\,\mathrm {d} T+\sum _{i=1}^{N}\mu _{i}\,\mathrm {d} n_{i}-\left[T\,\mathrm {d} S-\delta Q\right]}, on obtient :
En conséquence :
- pour une transformation réversible : {\displaystyle \mathrm {d} \Phi _{G}=-P\,\mathrm {d} V-S\,\mathrm {d} T-\sum _{i=1}^{N}n_{i}\,\mathrm {d} \mu _{i}} ;
- pour une transformation irréversible : {\displaystyle \mathrm {d} \Phi _{G}<-P\,\mathrm {d} V-S\,\mathrm {d} T-\sum _{i=1}^{N}n_{i}\,\mathrm {d} \mu _{i}}.

Le grand potentiel est principalement utilisé en physique statistique.

### Autres potentiels
D'autres potentiels, moins utilisés, peuvent être définis :
- {\displaystyle L=U-\sum _{i=1}^{N}\mu _{i}n_{i}}, l'énergie de Hill (en référence au chimiste Terrell Hill) dont la différentielle vaut :

{\displaystyle \mathrm {d} L=-P\,\mathrm {d} V+T\,\mathrm {d} S-\sum _{i=1}^{N}n_{i}\,\mathrm {d} \mu _{i}-\left[T\,\mathrm {d} S-\delta Q\right]}
- {\displaystyle R=U+PV-\sum _{i=1}^{N}\mu _{i}n_{i}=H-\sum _{i=1}^{N}\mu _{i}n_{i}}, l'énergie de Ray (en référence au physicien John Ray) dont la différentielle vaut :

{\displaystyle \mathrm {d} R=V\,\mathrm {d} P+T\,\mathrm {d} S-\sum _{i=1}^{N}n_{i}\,\mathrm {d} \mu _{i}-\left[T\,\mathrm {d} S-\delta Q\right]}
- {\displaystyle Z=U+PV-TS-\sum _{i=1}^{N}\mu _{i}n_{i}=G-\sum _{i=1}^{N}\mu _{i}n_{i}}, l'énergie de Guggenheim (en référence au thermodynamicien Edward A. Guggenheim) dont la différentielle vaut :

{\displaystyle \mathrm {d} Z=V\,\mathrm {d} P-S\,\mathrm {d} T-\sum _{i=1}^{N}n_{i}\,\mathrm {d} \mu _{i}-\left[T\,\mathrm {d} S-\delta Q\right]}.
Dans le cas de transformations réversibles ({\displaystyle T\,\mathrm {d} S=\delta Q}) dans lesquelles le travail n'est dû qu'à des forces de pression, le théorème d'Euler pour les fonctions homogènes d'ordre 1 (voir paragraphe dédié Extensivité, théorème d'Euler, intégrales d'Euler plus bas) permet de montrer que {\displaystyle G=\sum _{i=1}^{N}\mu _{i}n_{i}} ; par conséquent le dernier potentiel est nul : {\displaystyle Z=G-\sum _{i=1}^{N}\mu _{i}n_{i}=0}. On retrouve la relation de Gibbs-Duhem : {\displaystyle \mathrm {d} Z=V\,\mathrm {d} P-S\,\mathrm {d} T-\sum _{i=1}^{N}n_{i}\,\mathrm {d} \mu _{i}=0}.

## Différentielles et variables des potentiels thermodynamiques

### Différentielles, relations de Gibbs
Si l'on considère les divers potentiels définis précédemment, on a les relations :
- énergie interne : {\displaystyle \mathrm {d} U\leq -P\,\mathrm {d} V+T\,\mathrm {d} S+\sum _{i=1}^{N}\mu _{i}\,\mathrm {d} n_{i}}
- enthalpie : {\displaystyle \mathrm {d} H\leq V\,\mathrm {d} P+T\,\mathrm {d} S+\sum _{i=1}^{N}\mu _{i}\,\mathrm {d} n_{i}}
- énergie libre : {\displaystyle \mathrm {d} F\leq -P\,\mathrm {d} V-S\,\mathrm {d} T+\sum _{i=1}^{N}\mu _{i}\,\mathrm {d} n_{i}}
- enthalpie libre : {\displaystyle \mathrm {d} G\leq V\,\mathrm {d} P-S\,\mathrm {d} T+\sum _{i=1}^{N}\mu _{i}\,\mathrm {d} n_{i}}
- grand potentiel : {\displaystyle \mathrm {d} \Phi _{G}\leq -P\,\mathrm {d} V-S\,\mathrm {d} T-\sum _{i=1}^{N}n_{i}\,\mathrm {d} \mu _{i}}

Ces relations ne sont des égalités que pour des transformations réversibles dans lesquelles le travail est dû aux seules forces de pression. Dans des transformations irréversibles, ces relations sont des inégalités strictes. Le travail d'autres forces ajoutera d'autres termes à ces différentielles. Ces relations sont parfois appelées relations de Gibbs.
Étant donné les relations liant les définitions de ces divers potentiels, on a les relations entre leurs différentielles :
{\displaystyle \mathrm {d} \!\left(PV\right)=\mathrm {d} H-\mathrm {d} U=\mathrm {d} G-\mathrm {d} F}
{\displaystyle \mathrm {d} \!\left(TS\right)=\mathrm {d} U-\mathrm {d} F=\mathrm {d} H-\mathrm {d} G}

### Variables conjuguées
On appelle variables conjuguées, un couple de deux variables vérifiant les propriétés suivantes :
- l'une est intensive et l'autre extensive ;
- leur produit est homogène à une énergie.

Dans un potentiel thermodynamique, homogène par construction à une énergie, dont la différentielle peut de façon générale s'écrire sous la forme {\displaystyle \mathrm {d} \Phi =\sum _{j}x_{j}\,\mathrm {d} y_{j}}, tout couple de variables ({\displaystyle x_{j}}, {\displaystyle y_{j}}) est constitué de variables conjuguées. Le tableau suivant récapitule les variables conjuguées intervenant dans les divers potentiels thermodynamiques.
| Variable intensive                                                        | Variable extensive                                                  |
| ------------------------------------------------------------------------- | ------------------------------------------------------------------- |
| {\displaystyle P} pression                                                | {\displaystyle V} volume                                            |
| {\displaystyle T} température                                             | {\displaystyle S} entropie                                          |
| {\displaystyle \mu _{i}} potentiel chimique de l'espèce {\displaystyle i} | {\displaystyle n_{i}} nombre de moles de l'espèce {\displaystyle i} |
| {\displaystyle {\mathcal {A}}} affinité chimique                          | {\displaystyle \xi } avancement de réaction                         |

### Variables naturelles
Les variables {\displaystyle y_{j}} dont la variation élémentaire {\displaystyle \mathrm {d} y_{j}} apparaît dans la différentielle d'un potentiel thermodynamique {\displaystyle \Phi } sont appelées variables naturelles de ce potentiel. Par exemple, l'énergie interne {\displaystyle U}, dont la différentielle vaut : {\displaystyle \mathrm {d} U=-P\,\mathrm {d} V+T\,\mathrm {d} S+\sum _{i=1}^{N}\mu _{i}\,\mathrm {d} n_{i}}, a pour variables naturelles le volume {\displaystyle V}, l'entropie {\displaystyle S} et les quantités {\displaystyle n_{i}} de toutes les espèces chimiques du système, on peut écrire l'énergie interne comme une fonction {\displaystyle U=U\!\left(V,S,\{n_{i}\}\right)}.
| Potentiel                                 | Variables naturelles             |
| ----------------------------------------- | -------------------------------- |
| Énergie interne {\displaystyle U}         | {\displaystyle V,S,\{n_{i}\}}    |
| Enthalpie {\displaystyle H}               | {\displaystyle P,S,\{n_{i}\}}    |
| Énergie libre {\displaystyle F}           | {\displaystyle V,T,\{n_{i}\}}    |
| Enthalpie libre {\displaystyle G}         | {\displaystyle P,T,\{n_{i}\}}    |
| Grand potentiel {\displaystyle \Phi _{G}} | {\displaystyle V,T,\{\mu _{i}\}} |

D'autres variables sont à ajouter si un travail utile est considéré lors de la transformation. Par exemple si le travail d'une force magnétique est considéré, avec {\displaystyle M} l'aimantation et {\displaystyle B} l'induction magnétique, alors :
{\displaystyle \mathrm {d} U=-P\,\mathrm {d} V-M\,\mathrm {d} B+T\,\mathrm {d} S+\sum _{i=1}^{N}\mu _{i}\,\mathrm {d} n_{i}}
{\displaystyle U=U\!\left(V,B,S,\{n_{i}\}\right)}
avec le travail d'un force due à une tension superficielle {\displaystyle \gamma } sur une surface d'aire {\displaystyle A} :
{\displaystyle \mathrm {d} U=-P\,\mathrm {d} V+\gamma \,\mathrm {d} A+T\,\mathrm {d} S+\sum _{i=1}^{N}\mu _{i}\,\mathrm {d} n_{i}}
{\displaystyle U=U\!\left(V,A,S,\{n_{i}\}\right)}
Ces variables additionnelles sont identiques pour les autres potentiels. En effet, puisque {\displaystyle G=U+PV-TS}, par exemple, on a respectivement :
{\displaystyle \mathrm {d} G=V\,\mathrm {d} P-M\,\mathrm {d} B-S\,\mathrm {d} T+\sum _{i=1}^{N}\mu _{i}\,\mathrm {d} n_{i}}
{\displaystyle G=G\!\left(P,B,T,\{n_{i}\}\right)}
et :
{\displaystyle \mathrm {d} G=V\,\mathrm {d} P+\gamma \,\mathrm {d} A-S\,\mathrm {d} T+\sum _{i=1}^{N}\mu _{i}\,\mathrm {d} n_{i}}
{\displaystyle G=G\!\left(P,A,T,\{n_{i}\}\right)}
Si un potentiel thermodynamique peut être déterminé comme fonction de ses variables naturelles, toutes les propriétés thermodynamiques du système peuvent être déterminées en prenant les dérivées partielles de ce potentiel par rapport à ces variables. Tout potentiel thermodynamique peut être également exprimé en fonction d'autres variables que ses variables naturelles, cependant il ne pourra en général plus décrire toutes les propriétés thermodynamiques du système. Par exemple, avec l'énergie interne exprimée en fonction de ses variables naturelles {\displaystyle U=U\!\left(V,S,\{n_{i}\}\right)}, on peut calculer :
- la pression : {\displaystyle -P=\left({\partial U \over \partial V}\right)_{S,\{n_{i}\}}} ;
- la température : {\displaystyle T=\left({\partial U \over \partial S}\right)_{V,\{n_{i}\}}} ;
- les potentiels chimiques : {\displaystyle \mu _{i}=\left({\partial U \over \partial n_{i}}\right)_{V,S,\{n_{j\neq i\}}}}.

De là on obtient facilement :
- l'énergie libre : {\displaystyle F=U-TS} ;
- l'enthalpie : {\displaystyle H=U+PV} ;
- l'enthalpie libre : {\displaystyle G=U+PV-TS}.

Si l'énergie interne est exprimée comme une fonction de la pression au lieu du volume et de la température au lieu de l'entropie : {\displaystyle U=U\!\left(P,T,\{n_{i}\}\right)}, on ne peut pas retrouver les autres propriétés. Les dérivées partielles {\displaystyle \left({\partial U \over \partial P}\right)_{T,\{n_{i}\}}}, {\displaystyle \left({\partial U \over \partial T}\right)_{P,\{n_{i}\}}} et {\displaystyle \left({\partial U \over \partial n_{i}}\right)_{P,T,\{n_{j\neq i}\}}} ne sont pas directement exploitables sans disposer également d'une équation d'état.
D'autre part, si l'on note de façon générique {\displaystyle \Phi } les potentiels {\displaystyle U}, {\displaystyle H}, {\displaystyle F} et {\displaystyle G}, avec {\displaystyle X} et {\displaystyle Y} les deux variables naturelles autres que les quantités de matière, on a :
{\displaystyle \mathrm {d} \Phi =\left({\partial \Phi  \over \partial X}\right)_{Y,\{n_{i}\}}\,\mathrm {d} X+\left({\partial \Phi  \over \partial Y}\right)_{X,\{n_{i}\}}\,\mathrm {d} Y+\sum _{i=1}^{N}\mu _{i}\,\mathrm {d} n_{i}}
En maintenant {\displaystyle X} et {\displaystyle Y} constantes durant une transformation spontanée, il vient :
{\displaystyle \mathrm {d} \Phi =\sum _{i=1}^{N}\mu _{i}\,\mathrm {d} n_{i}\leq 0}
Ceci permet l'étude des systèmes ouverts (inclus les systèmes réactionnels). Si le système est fermé et ne subit aucune réaction chimique, il vient :
{\displaystyle \mathrm {d} \Phi \leq 0}
Ainsi, si l'on étudie un système thermodynamique (ouvert ou fermé) subissant une transformation spontanée en maintenant constantes certaines conditions opératoires, ces conditions permettent de choisir, par ses variables naturelles, le potentiel thermodynamique le plus pertinent pour l'étude de cette transformation. Le tableau suivant présente le potentiel chimique pertinent selon les conditions opératoires maintenues constantes lors d'une transformation spontanée.
|                             | {\displaystyle V} constant | {\displaystyle P} constante |
| --------------------------- | -------------------------- | --------------------------- |
| {\displaystyle S} constante | {\displaystyle U}          | {\displaystyle H}           |
| {\displaystyle T} constante | {\displaystyle F}          | {\displaystyle G}           |

Les réactions chimiques étant le plus souvent étudiées à pression et température constantes, c'est le potentiel {\displaystyle G} qui est le plus souvent utilisé dans l'étude des équilibres chimiques. En physique statistique, les transformations sont étudiées à volume et température constants : l'énergie libre {\displaystyle F} y a un rôle central.

### Équations d'état
Si l'on définit {\displaystyle x_{j}} et {\displaystyle y_{j}} comme des variables conjuguées et {\displaystyle y_{j}} comme les variables naturelles d'un potentiel {\displaystyle \Phi } quelconque, on a sa différentielle :
{\displaystyle \mathrm {d} \Phi =\sum _{j}x_{j}\,\mathrm {d} y_{j}}
avec :
{\displaystyle x_{j}=\left({\partial \Phi  \over \partial y_{j}}\right)_{\{y_{k\neq j}\}}}
où {\displaystyle \{y_{k\neq j}\}} est l'ensemble de toutes les variables naturelles de {\displaystyle \Phi } excepté {\displaystyle y_{j}}.
Ceci produit des expressions des grandeurs thermodynamiques comme dérivées partielles des potentiels selon leurs variables naturelles. Ces équations sont connues sous le nom d'équations d'état, étant donné qu'elles décrivent les paramètres de l'état thermodynamique du système. En se limitant aux potentiels principaux {\displaystyle U}, {\displaystyle H}, {\displaystyle F} et {\displaystyle G}, on a :
On retrouve également les définitions du potentiel chimique :
{\displaystyle \mu _{i}=\left({\partial U \over \partial n_{i}}\right)_{V,S,\{n_{j\neq i}\}}=\left({\partial F \over \partial n_{i}}\right)_{V,T,\{n_{j\neq i}\}}=\left({\partial H \over \partial n_{i}}\right)_{P,S,\{n_{j\neq i}\}}=\left({\partial G \over \partial n_{i}}\right)_{P,T,\{n_{j\neq i}\}}}
On a aussi avec le grand potentiel {\displaystyle \Phi _{G}} :
{\displaystyle -P=\left({\partial \Phi _{G} \over \partial V}\right)_{T,\{\mu _{i}\}}}
{\displaystyle -S=\left({\partial \Phi _{G} \over \partial T}\right)_{V,\{\mu _{i}\}}}
{\displaystyle -n_{i}=\left({\partial \Phi _{G} \over \partial \mu _{i}}\right)_{V,T,\{\mu _{j\neq i}\}}}

## Autres relations

### Transformation de Legendre
Soit une fonction {\displaystyle y=f\!\left(x\right)} et la pente {\displaystyle p=f^{\prime }\!\left(x\right)}. On a la relation réciproque {\displaystyle x=f^{\prime }{}^{-1}\!\left(p\right)}. On crée une fonction {\displaystyle g\!\left(p\right)=f\!\left(x\right)-p\cdot x} appelée transformée de Legendre. Les fonctions {\displaystyle f} et {\displaystyle g} contiennent les mêmes informations mais la première est fonction de {\displaystyle x} et la deuxième de {\displaystyle p}. Les différents potentiels thermodynamiques sont des transformées de Legendre de l'énergie interne. L'énergie interne est une fonction du volume, de l'entropie et des quantités de matière : {\displaystyle U=f\!\left(V,S,\{n_{i}\}\right)}.
Si l'on considère l'équation d'état :
{\displaystyle \left({\partial U \over \partial V}\right)_{S,\{n_{i}\}}=-P}
on crée la transformée de Legendre pour remplacer la variable volume par la variable pression :
{\displaystyle g_{1}\!\left(P,S,\{n_{i}\}\right)=U-\left({\partial U \over \partial V}\right)_{S,\{n_{i}\}}\cdot V=U+PV=H\!\left(P,S,\{n_{i}\}\right)}
Si l'on considère l'équation d'état :
{\displaystyle \left({\partial U \over \partial S}\right)_{V,\{n_{i}\}}=T}
on crée la transformée de Legendre pour remplacer la variable entropie par la variable température :
{\displaystyle g_{2}\!\left(V,T,\{n_{i}\}\right)=U-\left({\partial U \over \partial S}\right)_{V,\{n_{i}\}}\cdot S=U-TS=F\!\left(V,T,\{n_{i}\}\right)}
Pour remplacer simultanément la variable volume par la variable pression et la variable entropie par la variable température, on crée la transformée de Legendre :
{\displaystyle g_{3}\!\left(P,T,\{n_{i}\}\right)=U-\left({\partial U \over \partial V}\right)_{S,\{n_{i}\}}\cdot V-\left({\partial U \over \partial S}\right)_{V,\{n_{i}\}}\cdot S=U+PV-TS=G\!\left(P,T,\{n_{i}\}\right)}
On remarquera que puisque :
{\displaystyle \left({\partial H \over \partial S}\right)_{P,\{n_{i}\}}=T}
on a :
{\displaystyle H-\left({\partial H \over \partial S}\right)_{P,\{n_{i}\}}\cdot S=H-TS=G}
La fonction {\displaystyle G} est une transformée de Legendre de la fonction {\displaystyle H}. De façon générale, les différents potentiels thermodynamiques sont des transformées de Legendre les uns des autres.

### Relations de Maxwell
À nouveau, on définit {\displaystyle y_{i}} comme les variables naturelles d'un potentiel {\displaystyle \Phi }. Selon le théorème de Schwarz, on a, pour tout couple de variables d'indices quelconques {\displaystyle j} et {\displaystyle k} :
{\displaystyle \left({\partial  \over \partial y_{j}}\left({\partial \Phi  \over \partial y_{k}}\right)_{\{y_{i\neq k}\}}\right)_{\{y_{i\neq j}\}}=\left({\partial  \over \partial y_{k}}\left({\partial \Phi  \over \partial y_{j}}\right)_{\{y_{i\neq j}\}}\right)_{\{y_{i\neq k}\}}}
En se limitant à {\displaystyle U}, {\displaystyle H}, {\displaystyle F} et {\displaystyle G}, ceci conduit aux relations de Maxwell. :
On obtient également des relations telles que :
{\displaystyle \left({\partial \mu _{i} \over \partial V}\right)_{T,\{n_{i}\}}=-\left({\partial P \over \partial n_{i}}\right)_{V,T,\{n_{j\neq i}\}}}
{\displaystyle \left({\partial \mu _{i} \over \partial P}\right)_{T,\{n_{i}\}}=\left({\partial V \over \partial n_{i}}\right)_{P,T,\{n_{j\neq i}\}}}

### Extensivité, théorème d'Euler, intégrales d'Euler
À nouveau, on définit un potentiel thermodynamique {\displaystyle \Phi } quelconque et l'on considère {\displaystyle w_{i}} ses variables naturelles intensives et {\displaystyle z_{j}} ses variables naturelles extensives. Un potentiel thermodynamique étant lui-même une fonction extensive, si l'on multiplie l'ensemble de ses variables naturelles extensives par un nombre {\displaystyle \alpha } positif quelconque, alors le potentiel est lui-même multiplié par {\displaystyle \alpha } :
D'après le théorème d'Euler pour les fonctions homogènes d'ordre 1, le potentiel thermodynamique peut en conséquence être écrit sous la forme :
On ne considère pour ce qui suit que des transformations réversibles dans lesquelles le travail n'est dû qu'à des forces de pression, c'est-à-dire pour lesquelles on peut écrire les égalités : 
- énergie interne : {\displaystyle \mathrm {d} U=-P\,\mathrm {d} V+T\,\mathrm {d} S+\sum _{i=1}^{N}\mu _{i}\,\mathrm {d} n_{i}}
- enthalpie : {\displaystyle \mathrm {d} H=V\,\mathrm {d} P+T\,\mathrm {d} S+\sum _{i=1}^{N}\mu _{i}\,\mathrm {d} n_{i}}
- énergie libre : {\displaystyle \mathrm {d} F=-P\,\mathrm {d} V-S\,\mathrm {d} T+\sum _{i=1}^{N}\mu _{i}\,\mathrm {d} n_{i}}
- enthalpie libre : {\displaystyle \mathrm {d} G=V\,\mathrm {d} P-S\,\mathrm {d} T+\sum _{i=1}^{N}\mu _{i}\,\mathrm {d} n_{i}}
- grand potentiel : {\displaystyle \mathrm {d} \Phi _{G}=-P\,\mathrm {d} V-S\,\mathrm {d} T-\sum _{i=1}^{N}n_{i}\,\mathrm {d} \mu _{i}}

Comme toutes les variables naturelles de l'énergie interne {\displaystyle U=U\!\left(V,S,\{n_{i}\}\right)} sont extensives on a :
{\displaystyle U\!\left(\alpha V,\alpha S,\{\alpha n_{i}\}\right)=\alpha U\!\left(V,S,\{n_{i}\}\right)}
D'après le théorème d'Euler, l'énergie interne peut être écrite sous la forme :
{\displaystyle U\!\left(V,S,\{n_{i}\}\right)=\left({\partial U \over \partial V}\right)_{S,\{n_{i}\}}V+\left({\partial U \over \partial S}\right)_{V,\{n_{i}\}}S+\sum _{i}\left({\partial U \over \partial n_{i}}\right)_{V,S,\{n_{j\neq i}\}}n_{i}}
Avec les équations d'état et la définition du potentiel chimique adéquates, on obtient :
{\displaystyle U=-PV+TS+\sum _{i}\mu _{i}n_{i}}
Pour l'enthalpie libre {\displaystyle G=G\!\left(P,T,\{n_{i}\}\right)}, seules les quantités de matière sont des variables extensives, aussi :
{\displaystyle G=\sum _{i}\left({\partial G \over \partial n_{i}}\right)_{P,T,\{n_{j\neq i}\}}n_{i}}
Avec la définition du potentiel chimique on obtient :
{\displaystyle G=\sum _{i}\mu _{i}n_{i}}
On obtient également cette relation par substitution si l'on considère :
{\displaystyle U=-PV+TS+\sum _{i}\mu _{i}n_{i}}
{\displaystyle G=U+PV-TS}
Les intégrales d'Euler sont parfois appelées équations fondamentales :
Ces intégrales ne sont valables que pour des transformations réversibles dans lesquelles le travail n'est dû qu'à des forces de pression. La seule définition universelle de l'énergie interne {\displaystyle U} est celle de sa différentielle : {\displaystyle \mathrm {d} U=\delta W+\delta Q} dans laquelle le travail peut être dû à toute sorte de force utile (dont la pression). Les autres potentiels ne sont également définis que par leur relation à l'énergie interne ; par exemple, la seule définition universelle de l'enthalpie libre est : {\displaystyle G=U+PV-TS}.

### Relation de Gibbs-Duhem
En différentiant l'intégrale d'Euler pour l'énergie interne ci-dessus, on a :
{\displaystyle U=-PV+TS+\sum _{i}\mu _{i}n_{i}}
{\displaystyle \mathrm {d} U=-P\,\mathrm {d} V-V\,\mathrm {d} P+T\,\mathrm {d} S+S\,\mathrm {d} T+\sum _{i}\mu _{i}\,\mathrm {d} n_{i}+\sum _{i}n_{i}\,\mathrm {d} \mu _{i}}
Or la différentielle de {\displaystyle U} vaut, pour des transformations réversibles dans lesquelles le travail n'est dû qu'aux seules forces de pression :
{\displaystyle \mathrm {d} U=-P\,\mathrm {d} V+T\,\mathrm {d} S+\sum _{i}\mu _{i}\,\mathrm {d} n_{i}}
Par soustraction, on obtient la relation de Gibbs-Duhem :
| Relation de Gibbs-Duhem : {\displaystyle S\,\mathrm {d} T-V\,\mathrm {d} P+\sum _{i=1}^{N}n_{i}\,\mathrm {d} \mu _{i}=0} |

La relation de Gibbs-Duhem, établie par Willard Gibbs et Pierre Duhem, est une relation entre les paramètres intensifs du système. Pour un système en une seule phase comprenant {\displaystyle N} composants, on a, avec les {\displaystyle N} potentiels chimiques, la pression et la température, {\displaystyle N+2} paramètres intensifs. La relation de Gibbs-Duhem liant ces paramètres, on n'a que {\displaystyle N+1} paramètres indépendants, ou degrés de liberté. Par exemple, un système monophasé avec un composant unique a deux degrés de liberté, et peut n'être décrit que par deux paramètres, comme la pression et le volume par exemple.
Il existe une autre relation de Gibbs-Duhem :
Cette relation est dite « en représentation entropie », la précédente étant « en représentation énergie ».

### Relation de Gibbs-Helmholtz
La relation de Gibbs-Helmholtz, nommée en référence à Willard Gibbs et Hermann von Helmholtz, est une relation fondamentale entre potentiels thermodynamiques :
| Relation de Gibbs-Helmholtz : {\displaystyle \left({\partial {G \over T} \over \partial T}\right)_{P,\{n_{i}\}}=-{H \over T^{2}}} |

Il existe une autre relation de Gibbs-Helmholtz :

### Coefficients calorimétriques
Dans une transformation réversible, la chaleur absorbée par un corps pur ou un mélange de composition constante peut être exprimée à l'aide de divers coefficients selon les conditions opératoires :
Ces six coefficients calorimétriques sont :
- {\displaystyle C_{V}}, la capacité thermique isochore, grandeur extensive exprimée en joules par kelvin, J/K ;
- {\displaystyle l}, le coefficient calorimétrique de dilatation, grandeur intensive exprimée en pascals, Pa ;
- {\displaystyle C_{P}}, la capacité thermique isobare, grandeur extensive exprimée en joules par kelvin, J/K ;
- {\displaystyle h}, le coefficient calorimétrique de compression, grandeur extensive exprimée en mètres cubes, m3 ;
- {\displaystyle \mu }, un coefficient sans nom attribué, grandeur intensive exprimée en pascals, P ;
- {\displaystyle \lambda }, un coefficient sans nom attribué, grandeur extensive exprimée en mètres cubes, m3.

La capacité thermique isochore d'un corps pur ou d'un mélange, notée {\displaystyle C_{V}}, représente la chaleur absorbée par ce corps à volume constant rapportée à la variation de température du corps engendrée par cette transformation :
| Capacité thermique isochore : {\displaystyle C_{V}=T\left({\partial S \over \partial T}\right)_{V,\{n_{i}\}}=\left({\partial U \over \partial T}\right)_{V,\{n_{i}\}}} |

Le coefficient calorimétrique de dilatation d'un corps pur ou d'un mélange, noté {\displaystyle l}, représente la chaleur absorbée par ce corps à température constante rapportée à la variation de volume du corps engendrée par cette transformation :
| Coefficient calorimétrique de dilatation : {\displaystyle l=T\left({\partial S \over \partial V}\right)_{T,\{n_{i}\}}=T\left({\partial P \over \partial T}\right)_{V,\{n_{i}\}}} |

La capacité thermique isobare d'un corps pur ou d'un mélange, notée {\displaystyle C_{P}}, représente la chaleur absorbée par ce corps à pression constante rapportée à la variation de température du corps engendrée par cette transformation :
| Capacité thermique isobare : {\displaystyle C_{P}=T\left({\partial S \over \partial T}\right)_{P,\{n_{i}\}}=\left({\partial H \over \partial T}\right)_{P,\{n_{i}\}}} |

Le coefficient calorimétrique de compression d'un corps pur ou d'un mélange, noté {\displaystyle h}, représente la chaleur absorbée par ce corps à température constante rapportée à la variation de pression du corps engendrée par cette transformation :
| Coefficient calorimétrique de compression : {\displaystyle h=T\left({\partial S \over \partial P}\right)_{T,\{n_{i}\}}=-T\left({\partial V \over \partial T}\right)_{P,\{n_{i}\}}} |

Le coefficient calorimétrique {\displaystyle \mu } (sans nom) d'un corps pur ou d'un mélange représente la chaleur absorbée par ce corps à pression constante rapportée à la variation de volume du corps engendrée par cette transformation :
| {\displaystyle \mu =T\left({\partial S \over \partial V}\right)_{P,\{n_{i}\}}=\left({\partial H \over \partial V}\right)_{P,\{n_{i}\}}} |

Le coefficient calorimétrique {\displaystyle \lambda } (sans nom) d'un corps pur ou d'un mélange représente la chaleur absorbée par ce corps à volume constant rapportée à la variation de pression du corps engendrée par cette transformation :
| {\displaystyle \lambda =T\left({\partial S \over \partial P}\right)_{V,\{n_{i}\}}=\left({\partial U \over \partial P}\right)_{V,\{n_{i}\}}} |

Les coefficients calorimétriques peuvent être exprimés comme des dérivées partielles secondes des potentiels thermodynamiques énergie interne {\displaystyle U}, enthalpie {\displaystyle H}, énergie libre {\displaystyle F} et enthalpie libre {\displaystyle G} par rapport à leurs variables naturelles volume {\displaystyle V}, entropie {\displaystyle S}, pression {\displaystyle P} et température {\displaystyle T} : respectivement {\displaystyle U=U\!\left(V,S,\{n_{i}\}\right)}, {\displaystyle H=H\!\left(P,S,\{n_{i}\}\right)}, {\displaystyle F=F\!\left(V,T,\{n_{i}\}\right)} et {\displaystyle G=G\!\left(P,T,\{n_{i}\}\right)}. Ces relations fondamentales sont :

### Coefficients thermoélastiques
Les coefficients thermoélastiques servent à exprimer la variation de volume ou de pression d'un corps pur ou d'un mélange à composition constante lors d'une transformation réversible :
Les trois coefficients thermoélastiques sont :
- {\displaystyle \alpha } le coefficient de dilatation isobare, grandeur intensive exprimée en K−1 ;
- {\displaystyle \beta } le coefficient de compression isochore, grandeur intensive exprimée en K−1 ;
- {\displaystyle \chi _{T}} le coefficient de compressibilité isotherme, grandeur intensive exprimée en Pa−1.

Le coefficient de dilatation isobare représente la variation relative de volume due à une variation de température à pression constante :
| Coefficient de dilatation isobare : {\displaystyle \alpha ={1 \over V}\left({\partial V \over \partial T}\right)_{P,\{n_{i}\}}} |

Le coefficient de compression isochore représente la variation relative de pression due à une variation de température à volume constant :
| Coefficient de compression isochore : {\displaystyle \beta ={1 \over P}\left({\partial P \over \partial T}\right)_{V,\{n_{i}\}}} |

Le coefficient de compressibilité isotherme représente la variation relative de volume due à une variation de pression à température constante :
| Coefficient de compressibilité isotherme : {\displaystyle \chi _{T}=-{1 \over V}\left({\partial V \over \partial P}\right)_{T,\{n_{i}\}}} |

Les coefficients thermoélastiques peuvent être exprimés comme des dérivées partielles secondes des potentiels thermodynamiques énergie interne {\displaystyle U}, enthalpie {\displaystyle H}, énergie libre {\displaystyle F} et enthalpie libre {\displaystyle G} par rapport à leurs variables naturelles volume {\displaystyle V}, pression {\displaystyle P} et température {\displaystyle T} : respectivement {\displaystyle F=F\!\left(V,T,\{n_{i}\}\right)} et {\displaystyle G=G\!\left(P,T,\{n_{i}\}\right)}. Ces relations fondamentales sont :

### Fonctions caractéristiques de Massieu
Les fonctions caractéristiques définies par Massieu en 1869 sont directement liées à l'entropie selon :
Si les potentiels {\displaystyle U}, {\displaystyle H}, {\displaystyle F}, {\displaystyle G}, {\displaystyle \Phi _{G}} définis précédemment sont homogènes avec une énergie et ont pour unité le joule, J, les fonctions caractéristiques de Massieu {\displaystyle \Psi } sont homogènes avec une entropie et s'expriment en joules par kelvin, J/K.
La condition d'évolution spontanée étant directement liée au deuxième principe de la thermodynamique, on a :
Une fonction caractéristique de Massieu :
- croît lors d'une transformation spontanée, quand les potentiels thermodynamiques définis précédemment décroissent ;
- atteint un maximum à l'équilibre, quand les potentiels thermodynamiques définis précédemment atteignent un minimum.

Comme pour les potentiels thermodynamiques, il n'existe pas de fonction caractéristique unique répondant à cette définition. Plusieurs fonctions caractéristiques peuvent être définies selon les contraintes liées à la transformation du système. Massieu a ainsi défini les deux fonctions {\displaystyle J} et {\displaystyle Y}, qui portent respectivement le nom de fonction de Massieu et de fonction de Planck.
La fonction de Massieu, notée {\displaystyle J}, est définie par :
| Fonction de Massieu : {\displaystyle J=S-{U \over T}=-{F \over T}} |

En 1876 Massieu a proposé une nouvelle fonction égale à {\displaystyle -F},. Historiquement, la fonction énergie libre {\displaystyle F} ne fut définie par Helmholtz qu'en 1882.
On a la condition d'évolution spontanée :
La différentielle de la fonction de Massieu vaut :
En conséquence :
- pour une transformation réversible : {\displaystyle \mathrm {d} J={P \over T}\,\mathrm {d} V-U\,\mathrm {d} \!\left({1 \over T}\right)-\sum _{i=1}^{N}{\mu _{i} \over T}\,\mathrm {d} n_{i}} ;
- pour une transformation irréversible : {\displaystyle \mathrm {d} J>{P \over T}\,\mathrm {d} V-U\,\mathrm {d} \!\left({1 \over T}\right)-\sum _{i=1}^{N}{\mu _{i} \over T}\,\mathrm {d} n_{i}}.

Les variables naturelles de {\displaystyle J} sont {\displaystyle V}, {\displaystyle {1 \over T}} et les {\displaystyle n_{i}} : {\displaystyle J=J\!\left(V,{1 \over T},\{n_{i}\}\right)}.
La fonction de Planck, notée {\displaystyle Y}, est définie par :
| Fonction de Planck : {\displaystyle Y=S-{U \over T}-{PV \over T}=-{G \over T}} |

Historiquement, la fonction enthalpie libre {\displaystyle G} ne fut définie par Gibbs qu'en 1876 dans un ouvrage citant les travaux de Massieu.
On a la condition d'évolution spontanée :
La différentielle de la fonction de Planck vaut :
En conséquence :
- pour une transformation réversible : {\displaystyle \mathrm {d} Y=-V\,\mathrm {d} \!\left({P \over T}\right)-U\,\mathrm {d} \!\left({1 \over T}\right)-\sum _{i=1}^{N}{\mu _{i} \over T}\,\mathrm {d} n_{i}} ;
- pour une transformation irréversible : {\displaystyle \mathrm {d} Y>-V\,\mathrm {d} \!\left({P \over T}\right)-U\,\mathrm {d} \!\left({1 \over T}\right)-\sum _{i=1}^{N}{\mu _{i} \over T}\,\mathrm {d} n_{i}}.

Les variables naturelles de {\displaystyle Y} sont {\displaystyle {P \over T}}, {\displaystyle {1 \over T}} et les {\displaystyle n_{i}} : {\displaystyle Y=Y\!\left({P \over T},{1 \over T},\{n_{i}\}\right)}.